# 第11键盘协奏曲 (海顿)
《D大调第十一键盘协奏曲》，作品号 Hob. XVIII / 11，是 约瑟夫·海顿 于 1780年 至 1783年 间创作的三乐章键盘协奏曲。
这部协奏曲出版于 1784年 ，是海顿的最后一部键盘协奏曲。

## 配乐
这部协奏曲在编写时，由独奏的键盘乐器，和两个双簧管，两个 D 调圆号和弦乐演奏。今天的版本多为钢琴独奏。

## 结构
整个协奏曲共三乐章，完整演奏约 19 分钟。
1. 活泼的快板 （Vivace）
2. 稍慢的慢板（Un poco adagio）
3. 回旋曲（Rondo all'Ungarese）

第一乐章和第二乐章均包括华彩乐段。